# Fournelle
Die Fournelle ist ein kleiner Fluss im Nordosten von Frankreich, der im Département Ardennes der Region Grand Est nordöstlich der Stadt Reims verläuft.

## Geografie

### Verlauf
Die Fournelle entspringt im südwestlichen Gemeindegebiet von Belleville-et-Châtillon-sur-Bar, entwässert mit einem anfänglichen Bogen nach Norden generell Richtung Südwest und mündet nach rund 15 Kilometern an der Gemeindegrenze von Ballay und Vouziers als rechter Nebenfluss in die Aisne. 

### Orte am Fluss
(Reihenfolge in Fließrichtung)
- La Moufle, Gemeinde Belleville-et-Châtillon-sur-Bar
- Noirval
- Quatre-Champs
- Ballay
- Condé lès Vouziers, Gemeinde Vouziers